# ヒトラ
ヒトラ（ノルウェー語: Hitra）は、ノルウェーのソール・トロンデラーグ県にある基礎自治体（以下、便宜上「市」と表記する）。ヒトラ島と周辺の島嶼からなり、フォーセン地方に属する。陸地面積は571.5平方キロ。ヒトラ本島は海外領土を除くノルウェーで7位、北極圏以南ではもっとも大きい島である。
市政の中心地はフィラン村で、ほかアンデシュコーガン、アンスネス、フシュネス、ヘストヴィーカ、クナーラグスン、クヴェンヴェール、メランシェーン、ヌールブトン、サンズター、ウルヴァンの各村を含む。
アカシカの生息地として知られ、紋章にもシカが描かれている。国際アイランドゲームズ協会メンバー。ヒットラとも表記される。

## 基礎情報

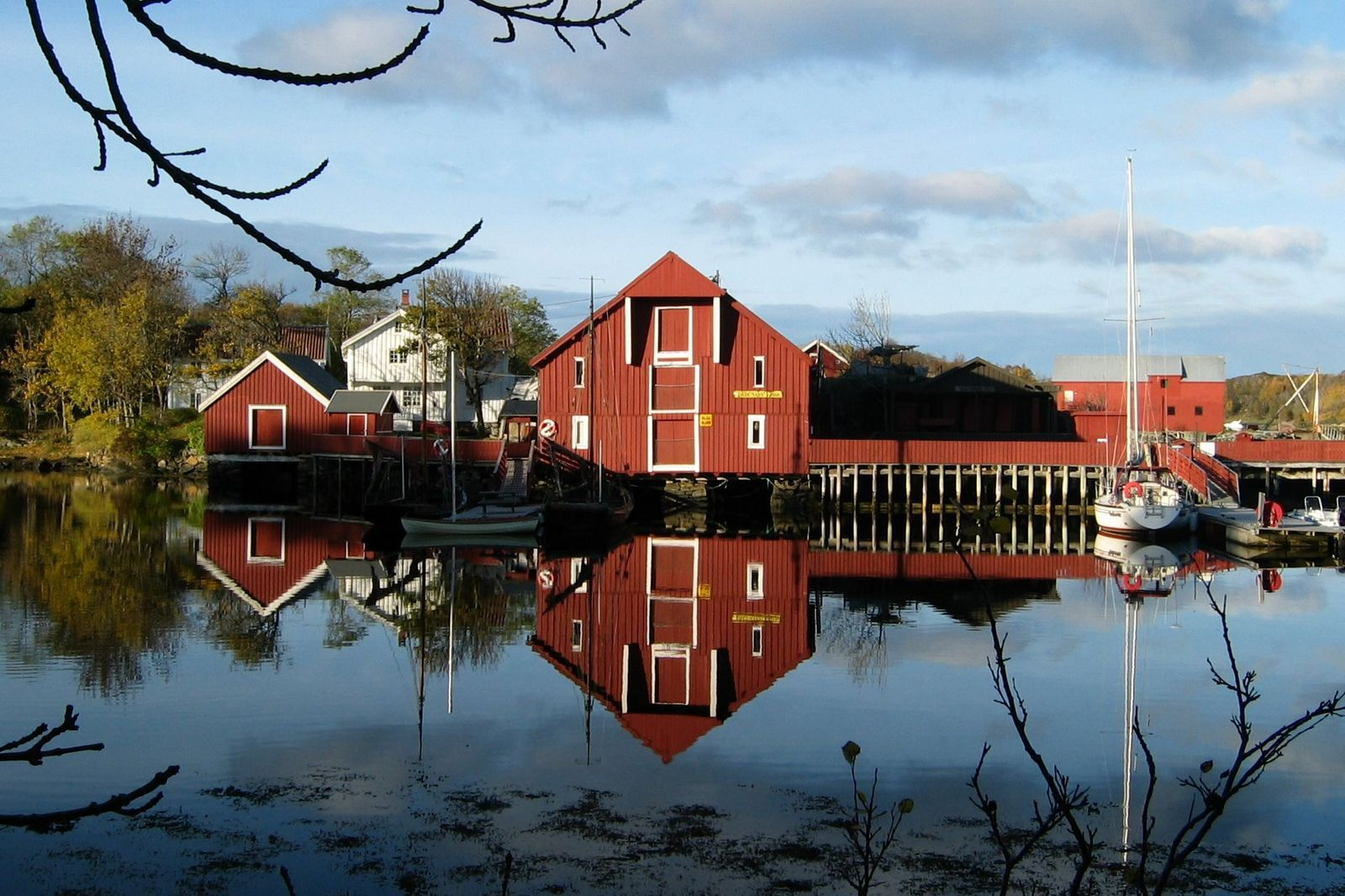
ホプシェーブリッガ

1838年1月1日に市制施行し、1877年1月1日に北部のフローヤが分立した。1886年1月1日には東部と南部がフィランに組み込まれ、ヒトラの人口は2241人になった。西部のクヴェンヴェールも1913年1月1日に分立し、人口は1439人を数えるまでになった。1964年1月1日にヒトラ、クヴェンヴェール、フィラン、サンズターの四市が対等合併し、新ヒトラ市が生まれた。合併前の市内には1344人しか残っていなかった。

### 地名
古ノルド語の Hitr が語源とされる。この語は「ばらばら」という意味で、複雑な入り江や島嶼にゆかりがあるものとみられる。1918年以前は Hitteren と表記された。

### 紋章
現在の紋章は1987年8月7日に承認された。青地にシルバーのシカが描かれ、北欧最大級のシカの生息地であることを表している。

### 教会
ノルウェー国教会は市内に4教区をもうけ、5軒の教会堂と2軒の礼拝堂を置いている。
| 教区 （ソクン）  | 教会名               | 建立年 | 所在地           |
| ---------------- | -------------------- | ------ | ---------------- |
| ヒトラ           | ヒトラ教会           | 1927年 | メランシェーン   |
| ヒトラ           | ドルム教会           | 1188年 | ドムレーヤ       |
| フィラン         | フィラン教会         | 1789年 | フィラン         |
| フィラン         | ヌールブトン礼拝堂   | 1900年 | ヌールブトン     |
| クヴェンヴェール | クヴェンヴェール教会 | 1909年 | クヴェンヴェール |
| クヴェンヴェール | フシュネス礼拝堂     | 1935年 | フシュネス       |
| サンズター       | サンズター教会       | 1888年 | サンズター       |

## 地理

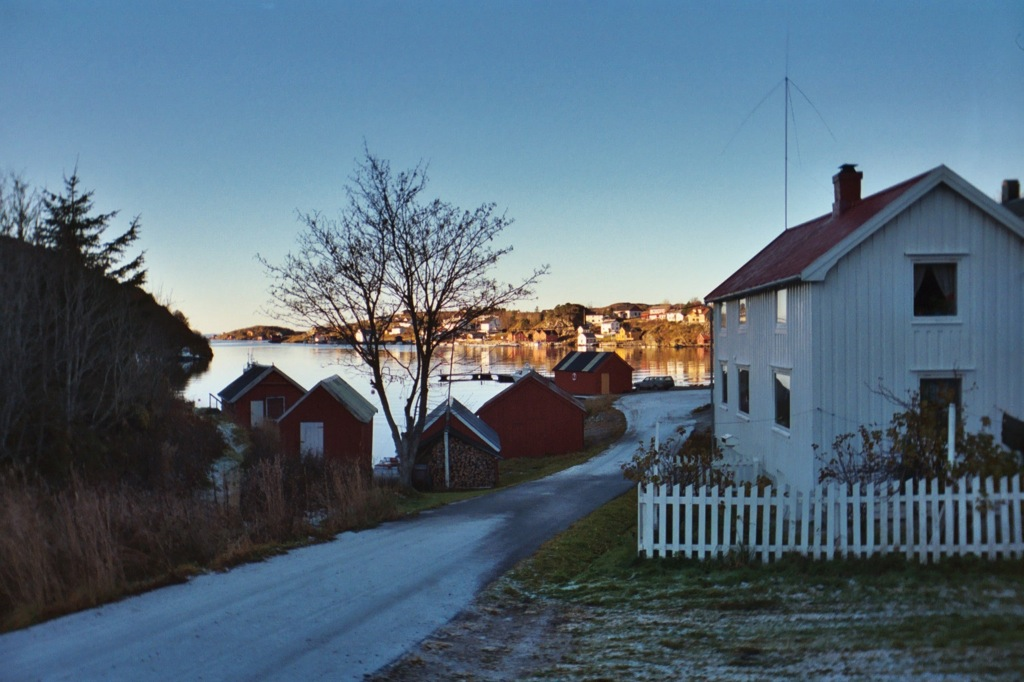
街並み

ノルウェー第七の島であるヒトラ島は本土とトロンハイム海峡で、北のフローヤ島とフローヤ・フィヨルドでへだてられている。最高峰は標高345mのメルクダールストゥーヴァである。
ヒトラ島の西部には大量の池と湖のある湿地のハヴミュランがある。一帯にはヨーロッパアカマツが生え、ハマシギ、ホンカワシンジュガイなどが生息している。2002年にラムサール条約登録地となった。
市はヒトラ島のほかにもフェルヴェーシェーヤ島、ウルヴェーヤ島、ドルメーヤ島、ヘルグブスタードーヤ島、ビスペーヤン島などを含む。ヒトラ島の南東部、トロンハイム海峡に臨んでベレイホルメン灯台とテルニンゲン灯台が建つ。

## 交通

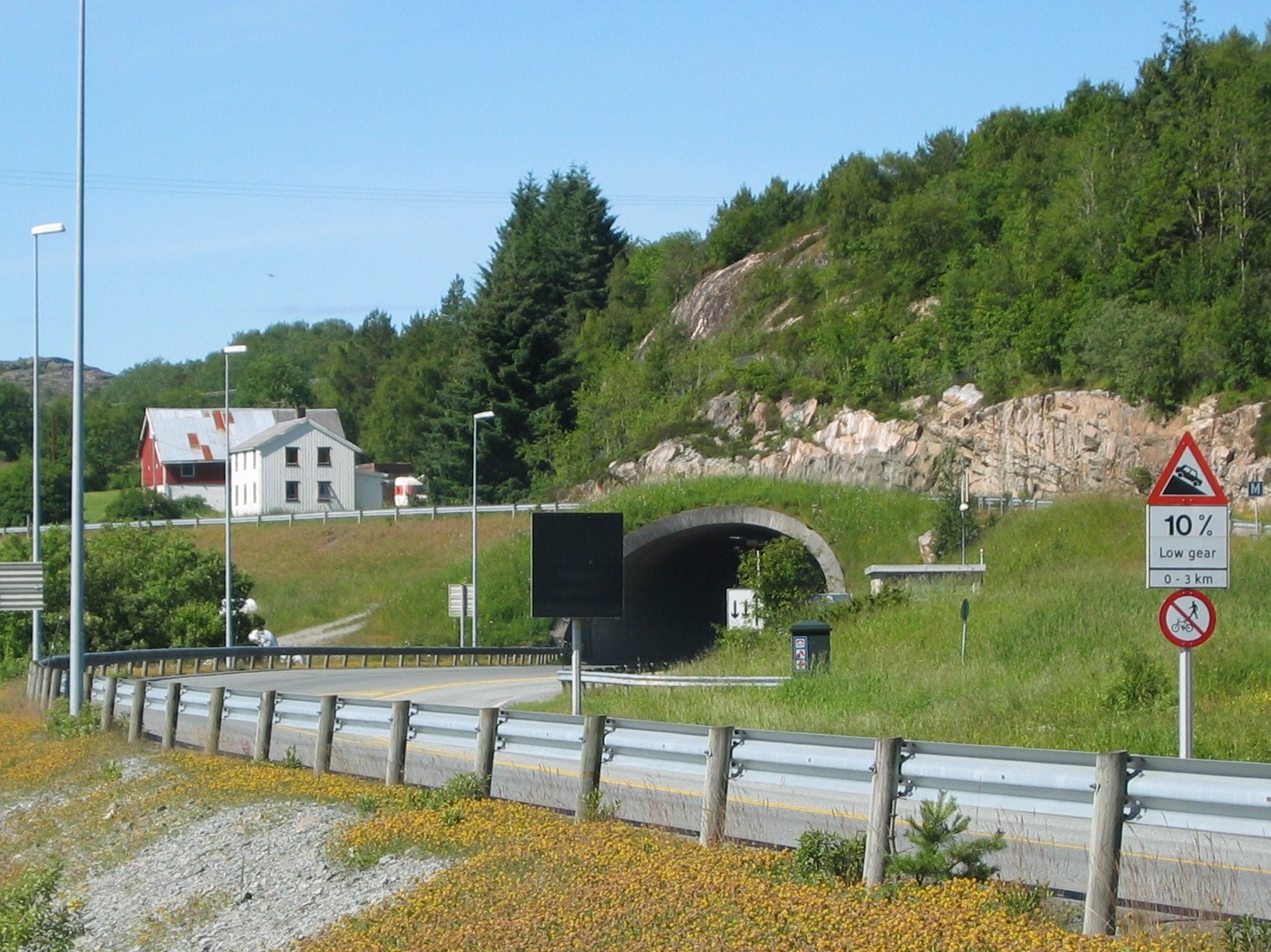
ヒトラトンネル

システクスペレッセンがトロンハイム-クリスチャンスン間でフェリー「ヴェスタマーラン」を運航している。全長5610mの海底トンネル、ヒトラトンネルが本土と、5305mのフローヤトンネルがフローヤ島とのあいだをそれぞれ結ぶ。

## エネルギー

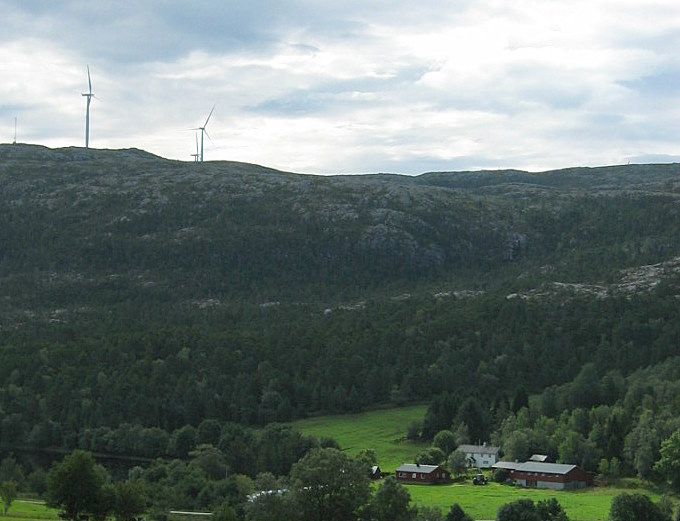
ストラウム地区の集合型風力発電所

2004年、島の中央部ストラウム地区に24基の風車からなり55.2メガワットの容量を持つヒトラ・ウィンドファームが完成し、年間150ギガワットの電力をまかなっている。